# Tomb Sculptures
Tomb Sculptures es un álbum de compilación por la banda de Black Metal Agathodaimon

## Canciones
1. Tristetea Difuza 08:47
2. Sfintit Cu Roua Suferintii 04:45
3. Carpe Noctem 04:58
4. In Umbra Timpului 05:13
5. Dies Irae 05:48
6. Stindaardul Blasfemiei 05:48
7. Near Dark 15:37
8. Noaptea Nefiintei 03:40
9. Fin 02:10

- Datos: Q7818608